# Iniciativa Ciutadana
Iniciativa Ciutadana (IC) és un partit polític andorrà. Segons el seu president, Guillem Pons, IC és una agrupació independent i d'ideologia diversa, sense cap mena de lligam ni herència d'altres formacions polítiques existents amb anterioritat i que l'objectiu és "crear un espai de diàleg i de debat des del qual puguem impulsar processos de reflexió i avaluació d'una nova manera de fer política a Andorra". El partit va ser crear el 2012 i segons el seu president, ha sorgit perquè s'ha constatat que hi ha "força ciutadans que no se senten representats pels actuals polítics i els seus partits, que se senten exclosos". És per aquest motiu que volen promoure "la integració en la vida política de tots els ciutadans, on tothom se senti partícip i representat". Segons els estatuts del partit, IC és "un projecte polític de tendència Social -liberal corresponent a la necessitat d'una profunda renovació de la política i la societat-" i que "es fonamenta en el dret a una vida digna, a la llibertat d'expressió, de consciència, d'associació i en la diversitat dels moviments socials i solidaris".